# Vstiš
Vstiš (deutsch Stich) ist eine Gemeinde mit 411 Einwohnern in Tschechien. Sie liegt drei Kilometer westlich Dobřany und gehört zum Okres Plzeň-jih. Die Katasterfläche beträgt 773 ha.

## Geographie
Vstiš befindet sich auf 336 m ü. M. am Unterlauf des Dnešický potok nahe dessen Mündung in die Radbuza. Südwestlich erhebt sich der 487 m hohe Křížový vrch. Südlich der Ortslage Bayerův Důl wird der Dnešický potok im Kastelský rybník (Kastelteich) und Nový vstišský rybník gestaut.
Nachbarorte sind Vodní Újezd am gegenüberliegenden Ufer der Radbuza im Norden, Dobřany im Nordosten, der Komplex der psychiatrischen Heilstätte Dobřany im Osten, Chlumčany im Südosten, Bayerův Důl, Černotín und Dnešice im Süden, Losina und Mantov im Westen sowie Chotěšov im Nordwesten.

## Geschichte
Vstiš wurde 1243 erstmals urkundlich erwähnt, Besitzer war zu dieser Zeit Držek ze Vstiše. Seit 1271 gehörte der Ort zu den Besitzungen des Klosters Chotěšov, das ihn wahrscheinlich als Emphyteuse aussetzte. 1430 wurde Vstiš an Wilhelm von Riesenberg verpfändet, der den Besitz an die Schwihauer Güter anschloss. Unter seinen Nachkommen wurde Vstiš Teil der Herrschaft Přeštice. 1564 löste das Kloster das Dorf wieder ein. Nach dem Dreißigjährigen Krieg siedelte das Kloster deutsche Bauern in dem verödeten Dorf an.
Die berní rula weist Vstiš für 19 Bauernschaften aus und im Theresianischen Kataster von 1713 wurden 35 Landwirtschaften genannt.
Einen Kilometer südlich von Stich entstand 1873 die Steinkohlengrube Bayer und für die Bergarbeiter erfolgte der Bau der Siedlung Bayer Grube.
1906 wurde in Stich die Kapelle errichtet. In den 1920er Jahren lebten im Ort etwa 800 Menschen, davon waren 600 Deutsche. Nach dem Zweiten Weltkrieg erfolgte die Vertreibung der deutschen Bewohner.

## Sehenswürdigkeiten
- neogotische Kapelle, erbaut 1906
- Gedenkstein für die Opfer des Ersten Weltkrieges, 1938 aufgestellt

## Gemeindegliederung
Für die Gemeinde Vstiš sind keine Ortsteile ausgewiesen. Zur Gemeinde gehört die Siedlung Bayerův Důl (Bayer Grube) und die Vachtlův Mlýn (Wachtelmühle).